# 方彥迪
方彥廸，曾任八大電視新聞部記者、UDN TV主播，2014年12月轉赴中視新聞主播，2015年5月與交往八年多的中華航空工程師結婚。

## 學歷
- 中國文化大學新聞學系
- 紐約理工大學碩士

## 經歷
- 八大電視新聞部記者
- UDN TV主播
- 中視新聞主播、主持人、製作人

## 曾主持或主播節目
| 時間                         | 頻道                 | 節目                                  | 備註              |
| 2015年1月26日－2016年4月1日  | 中視主頻             | 《網路酸辣湯》                        | 助理主持人        |
| 2015年12月12日－至今         | 中視主頻、中視新聞台 | 《60分鐘》                            | 主持人            |
| 2018年3月18日－至今          | 中視主頻、中視新聞台 | 《中視新聞全球報導》                  | 週日主播→週六主播 |
| 2018年6月18日－2019年6月14日 | 中視主頻、中視新聞台 | 《星聞6一播》                         | 主持人            |
| 2018年7月－至今              | 中視主頻、中視新聞台 | 《中視午間新聞》                      | 週一~週四主播     |
| 2018年11月24日               | 中視主頻、中視新聞台 | 《決戰九合一開票看中視》              | 報票主播          |
| 2020年1月11日                | 中視主頻、中視新聞台 | 《2020大選開票看中視》                | 報票主播          |
| 2020年3月22日－2021年5月16日 | 中視新聞台           | 《兩岸新新聞》                        | 主持人、製作人    |
| 2022年11月26日               | 中視主頻、中視新聞台 | 《九合一爭霸開票看中視》              | 報票主播          |
| 2024年1月13日                | 中視主頻、中視新聞台 | 《2024總統爭霸開票看中視》            | 報票主播          |
| 2024年8月5日－2024年8月27日  | 中視新聞台           | 《世界大搜祕》                        | 主持人            |
| 2025年7月26日                | 中視新聞台           | 《726反罷大對決 開票看中視1700-1900》 | 主持人            |

## 採訪經歷
- 2015《手牽手樂公益》專題系列報導
- 2017《主播3600變》專題系列報導
- 2017 107年雙十國慶 台灣共好特別報導（2017年10月10日與張以仁搭檔轉播）

## 外部連結
- 中視全球資訊網 主播 | 方彥迪didi （页面存档备份，存于） - 官方主播介紹
- 主播方彥廸的Facebook專頁